# Jerzy Żurek

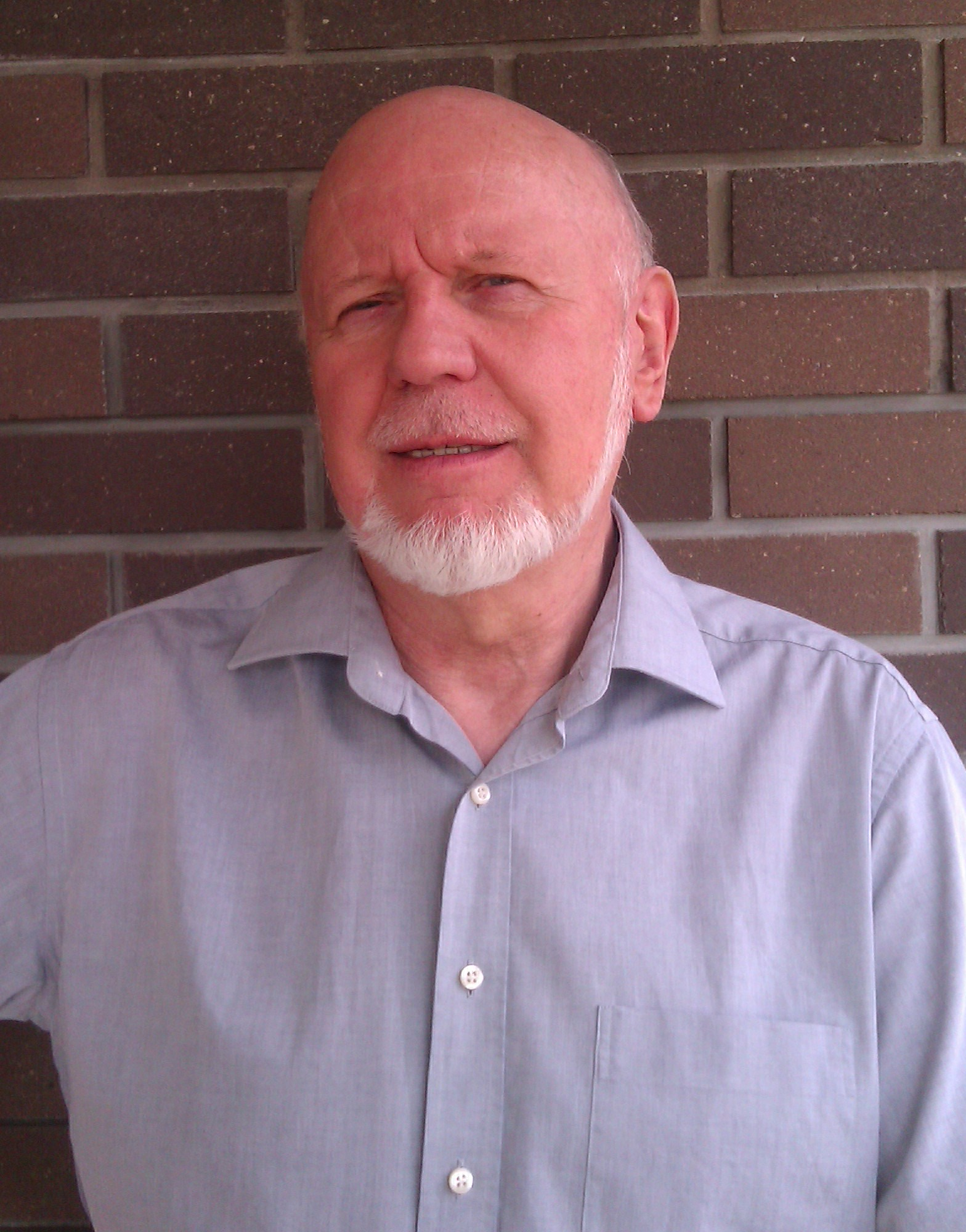
Jerzy Żurek

Jerzy Żurek (ur. 6 czerwca 1946 w Grodźcu) – prozaik, dramaturg, znawca rynku sztuki.

## Życiorys
Młodość spędził w Sosnowcu i Warszawie, gdzie ukończył w 1969 r. polonistykę na Uniwersytecie Warszawskim. Był wśród ok. 2000 osób zaatakowanych na dziedzińcu UW przez ubeckie bojówki 8 marca 1968 r. Całe dorosłe życie spędził w Warszawie, gdzie pracował m.in. jako dziennikarz i kierownik galerii sztuki.

## Twórczość
Debiutował w roku 1970 powieścią Kurz, mając 24 lata. Potem opublikował zbiór opowiadań Pościg (1976), wydany po wieloletnich sporach z cenzurą, która o nie akceptowała obyczajowego i politycznego bunt młodych bohaterów tych tekstów przeciw szarości i obłudzie życia w PRL-u.
Najbardziej znaną powieścią Jerzego Żurka jest Casanova (1992), apokryficzna opowieść o polskich perypetiach słynnego weneckiego artysty i uwodziciela. Podobnie historyczne wątki zawiera Biała Góra (2002). Pierwowzorem jej bohatera jest pierwszy polski romantyczny poeta Antoni Malczewski, którego krótkie, 26-letnie życie, pełne było niezwykłych, również miłosnych - dramatów. Obie te książki zostały wyróżnione nagrodami Warszawskiej Premiery Literackiej. Współczesnych spraw dotyczą powieści Job (2000) i Sonia (2005), próbujące mierzyć się z uwarunkowaniami losu polskiego inteligenta.
Najbardziej znane sztuki teatralne autora to: Sto rąk, sto sztyletów (1978), utwór w metaforyczny sposób odwołujący się do pierwszej nocy Powstania listopadowego. Dramat ten – wedle Antologii Dramatu Polskiego – „był wielkim sukcesem. W fabule sztuki widziano parabolę wydarzeń Marca 68 i doceniono jej zakamuflowaną polityczno-patriotyczną wymowę. Podobnie przyjęto następną sztukę Po Hamlecie (1981)”. Obie były wystawiane w wielu teatrach w Polsce (m.in. Teatr im. Słowackiego w Krakowie, teatry Ateneum i Polski w Warszawie, Teatr Wybrzeże w Gdańsku) „jednakże sytuacja, jaką władze po ogłoszeniu stanu wojennego stworzyły dla teatru i kultury w ogóle, uniemożliwiła autorowi normalną współpracę z teatrami i właściwą recepcję jego dalszych utworów.”
W latach 1979 – 2002 współtworzył i współprowadził, wraz z żoną Alicją Wahl, Galerię Sztuki A.B. Wahl w Warszawie – jedną z pierwszych prywatnych galerii sztuki w Polsce.
Jest członkiem Stowarzyszenia Pisarzy Polskich.

## Publikacje
- Casanova – ISBN 83-88560-31-X
- Job – ISBN 83-08-03060-2
- Biała Góra – ISBN 83-7163-366-1
- Sonia – ISBN 83-7163-435-8
- Antologia Dramatu Polskiego – ISBN 978-83-7469-475-9
- Alicja. Bożena. Ja. Siostry Wahl i bohema PRL-u - ISBN 9788368101256[3]